# منتخب كوريا الشمالية للكرة اللينة للسيدات
منتخب كوريا الشمالية للكرة اللينة للسيدات هو ممثل كوريا الشمالية الرسمي في المنافسات الدولية في الكرة اللينة للسيدات .